# Armagnaci Mattea aragóniai trónörökösné
Armagnaci Mattea (1347. február 18. után – Zaragoza, Aragónia, 1378. október 23.), névváltozatai: Márta, Mária,  katalánul: Mata d'Armanyac, occitánul: Mata d'Armanhac, spanyolul: Mata (Marta) de Armañac, franciául: Mathe d´Armagnac, olaszul: Marta (Mattea) di Armagnac, az Aragóniai, Valenciai, Mallorcai és Szardínia Királyság trónörökösnéje és Girona hercegnéje. Az occitán nyelvű Armagnac-ház tagja. Armagnaci Margit arboreai királyné nagynagynébje.

## Élete

Az Armagnac család címere

I. János armagnaci grófnak és II. Beatrixnak, Clermont grófnőjének a lánya. A clermont-i grófok révén IX. Lajos francia király ükunokája volt.
Az Armagnac-ház nagy hatalmú család volt Dél-Franciaországban a XIV. és XV. században, és az 1400-as évek elején az ún. Armagnac-párt uralkodott Franciaországban. Mattea unokaöccse, VII. Bernát (1364–1418) armagnaci gróf volt a párt feje, mikor Luxemburgi Zsigmond magyar és német király 1416-ban Párizsban tartózkodott.
Mattea 1373. április 28-án vagy június 24-én feleségül ment János aragón királyi herceghez és trónörököshöz, Girona hercegéhez. A házasságukból öt gyermek született, de csak egyetlen lány, Johanna érte meg a felnőttkort.
Mattea az ötödik gyermekének a szüléséből (1378. július 14.) már nem épült fel, és három hónappal később, 1378. október 23-án az Aragón Királyság fővárosában, Zaragozában meghalt. Királyné így nem lett belőle. Egyetlen csecsemőkort túlélt gyermeke, a lánya, Johanna hároméves volt ekkor.

Az Armagnac Grófság Gascogne-ban

Férje, János újranősült, és az apja, IV. (Szertartásos) Péter aragón király ajánlatának visszautasítása után, hogy kössön házasságot unokahúgával, I. Mária szicíliai királynővel, 1380-ban feleségül vette Bar Jolánt, akitől szintén csak egy lány, Jolán infánsnő érte meg a felnőttkort. János infáns Mattea halála után 9 évvel, 1387. január 5-én lépett trónra, és bár lányuk volt az elsőszülött, a száli törvény értelmében lány nem örökölhette a koronát.
Lánya, Johanna 1392. június 4-én Barcelonában feleségül ment I. Mátyáshoz, Foix grófjához, aki apósa János király halála után be is jelentette trónigényét felesége nevében, és seregei élén be is vonult Aragóniába, hogy érvényesíthesse feleségei jogait, de nem járt sikerrel, így Mattea hercegnő lányából nem lett Aragónia királynője. Lánya gyermektelenül halt meg.
Mattea hercegnőt 1381-ben a Poblet-kolostorban helyezték örök nyugalomra.

## Gyermekei
- Férjétől, János (1350–1396) aragón királyi hercegtől és trónörököstől, Girona hercegétől, 1387-től Aragónia királyától, 5 gyermek:
  - Jakab (Valencia, 1374. június 23. – 1374. augusztus 22.)
  - Johanna (Daroca, 1375. augusztus – Valencia, 1407. szeptember 13.) aragón királyi hercegnő, aragón trónkövetelő: (1396–1398), férje I. Mátyás (1363–1398), Foix grófja, gyermekei nem születtek
  - János (Barcelona, 1376. július 23. – Barcelona, 1376. július)
  - Alfonz (1377. szeptember 9. – fiatalon)
  - Eleonóra (1378. július 14. – fiatalon)